# Mộc tặc
Equisetum diffusum là một loài dương xỉ trong họ Equisetaceae. Loài này được D. Don mô tả khoa học đầu tiên năm 1825.